# Tháng 10 năm 2006
Trang này liệt kê những sự kiện quan trọng vào tháng 10 năm 2006.

## Chủ nhật, ngày1 tháng 10
- Bão số 6 (Xangsane) đổ bộ vào Đà Nẵng (Việt Nam) và làm ít nhất 16 người bị thiệt mạng, sau khi đổ bộ vào miền bắc Philippines và làm ít nhất 94 người bị thiệt mạng.
- Israel hoàn thành rút quân khỏi Liban, bảy tuần sau cuộc ngừng bắn kết thúc xung đột giữa Israel và Hezbollah.
- Đảng Dân chủ Xã hội chủ nghĩa Áo thắng bầu cử quốc hội tại Áo.
- Tướng Surayud Chulanont được bổ nhiệm làm thủ tướng trong chính phủ tạm quyền của Thái Lan sau cuộc đảo chính tháng trước.

## Thứ hai, ngày2 tháng 10
- Andrew Fire và Craig C. Mello (Hoa Kỳ) đoạt giải Nobel Y học năm 2006.
- Tổng thống Levy Mwanawasa của Zambia được bầu làm nhiệm kỳ thứ hai.

## Thứ ba, ngày3 tháng 10
- John C. Mather và George F. Smoot (Hoa Kỳ) đoạt giải Nobel Vật lý vì những cống hiến về bức xạ vi ba nền trong vũ trụ, giúp giải thích nguồn gốc của các thiên hà và ngôi sao và giúp thành lập lý thuyết Vụ Nổ Lớn.
- Cựu Thủ tướng Thái Lan Thaksin Shinawatra từ chức Chủ tịch đảng Thai Rak Thai do "tình trạng thay đổi".
- Triều Tiên tuyên bố ý định thử vũ khí hạt nhân.

## Thứ tư, ngày4 tháng 10
- Lesotho đổi quốc kỳ mới, bao gồm nón Basotho truyền thống.
- Liên minh châu Âu đánh thuế chống bán phá giá vào giày da từ Trung Quốc và Việt Nam để chống.
- Roger Kornberg (Hoa Kỳ) đoạt giải Nobel Hóa học vì những đóng góp về phiên mã gene.

## Thứ năm, ngày5 tháng 10
- Gruzia dọa ngăn cản Nga gia nhập Tổ chức Thương mại Thế giới do vụ Nga bị tình nghi gián điệp ở Gruzia.

## Chủ nhật, ngày8 tháng 10
- Những vụ đốt rừng ở Indonesia đã gây ra sương mù trên phần lớn vùng Đông Nam Á, làm chất lượng không khí và khả năng quan sát giảm xuống mức nguy hiểm.
- Ban Ki Moon được bầu làm Tổng Thư ký Liên Hợp Quốc thứ 8, kế nhiệm ông Kofi Annan vào đầu năm 2007.
- Edmund Phelps (Hoa Kỳ) đoạt giải Nobel Kinh tế "vì phân tích những đánh đổi dài hạn của chính sách kinh tế học vĩ mô".
- Nhà báo Nga Anna Politkovskaya, người nổi tiếng về việc chỉ trích chính quyền Vladimir Putin, bị giết tại Moskva.

## Thứ hai, ngày9 tháng 10
- CHDCND Triều Tiên tuyên bố thử nghiệm thành công vũ khí hạt nhân dưới lòng đất.
- Google tuyên bố sẽ trả 1,65 tỷ Mỹ kim để mua YouTube.

## Thứ năm, ngày12 tháng 10
- Nhà văn Thổ Nhĩ Kỳ Orhan Pamuk đoạt giải Nobel Văn học năm 2006.

## Thứ sáu, ngày13 tháng 10
- Nhà kinh tế Muhammad Yunus (Bangladesh) và Ngân hàng Grameen đoạt Giải Nobel Hòa bình vì những hoạt động giảm nghèo.
- Vladimir Kramnik thắng Veselin Topalov để trở thành người vô địch cờ vua quốc tế không tranh cãi đầu tiên trong thời gian 13 năm.
- Ban Ki-moon được bầu làm Tổng Thư ký Liên Hợp Quốc kế nhiệm ông Kofi Annan vào đầu năm 2007.

## Thứ bảy, ngày14 tháng 10
- Các nhà khoa học của Học viện chung về thử nghiệm hạt nhân và Phòng thí nghiệm nghiệm Quốc gia Lawrence Livermore tại Dubna (Nga) tạo ra nguyên tố thứ 118 trên bảng tuần hoàn, tạm được gọi ununocti, bảy năm sau các nhà khoa học ở Sở thử nghiệm Quốc gia Lawrence Berkeley tại California tuyên bố dữ liệu giả về nguyên tố này.
- Hội đồng Bảo an Liên Hợp Quốc phạt CHDCND Triều Tiên vì thử nghiệm vũ khí hạt nhân gần đây.

## Thứ năm, ngày19 tháng 10
- Nguyễn Đức Tân, ứng cử viên của đảng Cộng hòa trong cuộc bầu cử quốc hội tại Quận Cam, California (Hoa Kỳ), phủ nhận rằng ông cho phép gửi những thư đe dọa cho cử tri Hispanic.

## Thứ bảy, ngày20 tháng 10
- Tata Steel đồng ý mua công ty thép Anh–Hà Lan Corus trong việc thu mua công ty ngoại quốc lớn nhất của một công ty Ấn Độ trong lịch sử.
- Tổ chức các nước xuất khẩu dầu lửa tuyên bố sẽ giảm sản lượng dầu mỏ lần đầu tiên sau tháng 12 năm 2004 để chặn giá cả khỏi rơi thêm.

## Chủ nhật, ngày22 tháng 10
- Những người đánh cá Iceland bắt cá voi lưng xám và cho rằng lệnh cấm đánh cá voi thương mại của Ủy ban Đánh cá voi Quốc tế không được áp dụng.
- Chính phủ Sudan đuổi đặc phái viên LHQ Jan Pronk khỏi nước sau khi ông viết về những thua trận trong xung đột tại Darfur trên blog của ông.
- Fernando Alonso của Renault F1 đoạt giải vô địch thế giới Công thức 1 sau khi vào hạng hai trong đoạn cuối cùng; tay đua vô địch bảy lần Michael Schumacher giải nghệ sau cuộc đua kết thúc.

## Thứ hai, ngày23 tháng 10
- Cử tri Panama tán thành kế hoạch mở rộng Kênh Panama để tăng năng suất gấp đôi vào khoảng năm 2015.

## Thứ tư, ngày25 tháng 10
- Những ủy viên công tố tại Argentina cuối cùng buộc tội chính phủ Iran và Hezbollah về vụ nổ bom tại trung tâm Do Thái giáo ở Buenos Aires năm 1994.

## Thứ năm, ngày26 tháng 10
- Chính phủ Afghanistan cho rằng những tấn công không quân của NATO đã làm hàng chục thường dân bị thiệt mạng tại Panjwaye, nơi mà quân lực quốc tế và quân đội quốc gia mới kết thúc Chiến dịch Medusa.
- Chính phủ Kiribati và Tuvalu nói rằng các dân cư phải di cư trong vòng 10 năm vì hiệu ứng nhà kính sẽ tăng lên mực nước biển và ngập cả hai nước này. TNZH[liên kết hỏng]

## Thứ sáu, ngày27 tháng 10
- Tổng thống George W. Bush ký đạo luật để xây dựng một hàng rào dài 1.125 km (700 dặm) dọc theo biên giới Mỹ–México. Người Việt[liên kết hỏng]
- Một thẩm phán Chile ra lệnh bắt cựu Tổng thống Augusto Pinochet về tra tấn, giết người, và bắt cóc vào những năm đầu của nhiệm kỳ ông. ABC.net.au
- Ngân hàng Công thương Trung Quốc bắt đầu bán cổ phần tại Thượng Hải và Hồng Kông trong đợt phát hành đầu tiên (IPO) lớn nhất trong lịch sử.

## Thứ bảy, ngày28 tháng 10
- Các nhà khoa học đã xác định và phân tích xong bộ gene của loài ong mật Apis mellifera. Nature

## Chủ nhật, ngày29 tháng 10
- Chuyến ADC số 53 rơi sau khi cất cánh từ Sân bay Quốc tế Nnamdi Azikiwe tại Abuja (Nigeria), làm hơn 100 người bị thiệt mạng, bao gồm Mohammadu Maccido, Quốc vương Sokoto.
- Tổng thống đương nhiệm Joseph Kabila và Jean-Pierre Bemba vào vòng hai của cuộc bầu cử tổng thống CHDC Congo.
- Tổng thống đương nhiệm Luiz Inácio Lula da Silva và Geraldo Alckmin vào vòng hai của cuộc bầu cử tổng thống Brasil.

## Thứ hai, ngày30 tháng 10
- Georgi Parvanov trở thành tổng thống Bulgaria đầu tiên được bầu lại trong cuộc bầu cử tự do, thắng Volen Siderov trong vòng hai.
- Một bản báo cáo do nhà kinh tế học Nicholas Stern viết cho chính phủ Vương quốc Anh, cho rằng thay đổi khí hậu đang diễn ra có thể ảnh hưởng đến kinh tế giống như cuộc Khủng hoảng Kinh tế Toàn cầu hay Chiến tranh thế giới thứ hai.
- Không quân Pakistan ném bom xuống trường madrasah tại Bajaur (Pakistan), làm thiệt mạng hàng chục người được cho là chiến sĩ al-Qaeda và Taliban.

## Thứ ba, ngày31 tháng 10
- CHND Trung Hoa lại tiếp tục cuộc đàm phán 6 bên để giải quyết những lo lắng về chương trình vũ khí hạt nhân của CHDCND Triều Tiên.